# Tigernachovy anály
Tigernachovy anály (zkratka AT) je kronika původem pravděpodobně z irského Clonmacnoise. Jazykově se jedná o směs latiny, staro- a středoirštiny. Záběr těchto letopočtů se táhne od počátků 8. století př. n. l. do roku 1178. Anály jsou pojmenovány po Tigernachovi Ua Braín, opatovi Clonmacnoise.
Mnoho z prehistorických záznamů pochází z rukopisu z 12. století (Rawlinson B 502). Nicméně skutečná hodnota kroniky leží v záznamech o letech 489–766, 973–1003 a 1018–1178, které se dochovaly na rukopisu ze 14. století (Rawlinson B 488). Období mezi léty 766 až 973 je ztraceno, ale je možné, že ve zkrácené formě bylo zachováno v Chronicon Scottorum. Tato skotská kronika je neúplná pro období let 718 až 804, ale stejně jako Tigernachovy anály přebírá značnou část svého obsahu z hypotetické Irské kroniky, ze které vychází také Ulsterské a Inisfallenské anály, takže existuje obecná představa, co záznamy z tohoto období obsahovaly.
Autorství análů není jisté. Záznam z rukopisu Rawlinson B 488 k roku 1088 (rok smrti Tigernacha Ua Braín) praví, že až do tohoto data byla kronika sepsána právě Tigernachem. Pokud nebyl pouhým přepisovatelem originálního textu, který opsal písař ze 14. století, pak by to znamenalo, že byl jedním z analistů podílejících se na tomto díle.